# Gottlieb Theodor Pilz
Gottlieb Theodor Pilz (auch bekannt unter dem Pseudonym Otto Nicolai; 1789–1856) ist ein fiktiver Literat und Tonsetzer.
Pilz erscheint erstmals als literarische Figur in Wolfgang Hildesheimers Kurzgeschichte „1956 – ein Pilzjahr“, die zuerst am 2. Februar 1951 in der Zeitschrift „hier und heute“ (Nr. IV, S. 14–16) und später (unter wechselnden Titeln) in Hildesheimers 1952 (1956, 1962 u. ö.) veröffentlichter Kurzgeschichtensammlung Lieblose Legenden publiziert wurde. Raimund Bezold widmet Pilz 1991 einen Artikel in: Walther Killy (Hrsg.): Literatur Lexikon. Autoren und Werke deutscher Sprache. Bd. 9. Berlin und Gütersloh 1991. S. 165 f., und auch die in der Digitalen Bibliothek erschienene Ausgabe auf CD-ROM gibt diesen Artikel auf S. 15993 wieder. Pilz gehört damit ähnlich wie die Steinlaus oder Edmund Friedemann Dräcker zu den Wissenschaftlichen Witzen, die als fingierte Lexikonartikel verbreitet werden.

## Leben
Der erfundenen Vita gemäß wurde Pilz 1789 in Dinkelsbühl oder Nördlingen geboren und verstarb am 12. September 1856 in Paris. Als Sohn wohlhabender protestantischer Eltern kam er früh mit dem geistigen Leben seiner Zeit in Berührung. Zu erwähnen ist insbesondere seine Bekanntschaft mit Friedrich Gottlieb Klopstock, der nach Umzug der Familie nach Hamburg in Pilz’ Elternhaus verkehrte. Während einer zweijährigen Italienreise nach Abschluss der Schule lernte er in Rom Mme de Staël kennen. Ihrem Vorhaben zu einem Werk über Deutschland (De l’Allemagne) stand er ablehnend gegenüber, konnte jedoch – noch nicht im Vollbesitz seiner demotivierenden Fähigkeiten – dessen Ausführung und Erscheinen 1813 nur be-, aber nicht verhindern. Zurück in Deutschland hatte Pilz in den Jahren 1810/11 maßgeblichen Anteil an Friedrich Ludwig Jahns Aufgabe der Schriftstellerei und seiner Hinwendung bzw. Erfindung der Turnbewegung. „Pilz beschränkt sich nicht darauf, Dichtern ihre literarischen Vorhaben auszureden, auch Musiker und Maler sind vor ihm nicht sicher. Er verfolgt ein spartenübergreifendes Kunstverhinderungsprogramm.“ Ab 1814 erschien Pilz in Wien im Umfeld Beethovens und wird gemeinhin als Ursache für dessen unproduktive Phase (1814 bis 1818) angesehen. 1821 trat Pilz in Berlin in Erscheinung und lernte – als regelmäßiger Gast im Hause Lutter & Wegner – E. T. A. Hoffmann und Grabbe kennen. Ab 1823 zumeist in Paris verkehrte Pilz anfänglich im literarischen Kreis um George Sand und Alfred de Musset. Später zählten Meyerbeer und Chopin zu seinen Freunden. Die Erkenntnis der eigentlichen Begabung von Rossini wird allgemein ihm zugeschrieben. Pilz starb am 12. September 1856 während einer Lesung seiner einaktigen Neufassung sämtlicher Tragödien von Jean Racine am Schlagfluss.

## Wirkung
Laut Bezold liegt Pilz’ besondere Bedeutung darin, „unermüdlich gegen den künstlerischen Übereifer seiner Zeit“ gekämpft zu haben. Zeitlebens habe er versucht, „retardierend auf das Kunstschaffen seiner Zeitgenossen einzuwirken.“ Als sein Hauptwerk werden Die sieben Briefe des Gottlieb Theodor Pilz (Hrsg.: Karl Ferdinand Gutzkow. Stuttgart 1864) angesehen.
Rüdiger Zill, wissenschaftlicher Referent am Einstein Forum in Potsdam, rief das Jahr 2006 zum „Pilzjahr“ aus. Im Ankündigungstext erwähnte er, dass schon vor 50 Jahren Wolfgang Hildesheimer zum Gedenken an Gottlieb Theodor Pilz ein Ehrenjahr ausgerufen habe. Das sei ihm Ansporn für die Ausrufung des neuen Pilzjahres gewesen. Für das Symposium zu Ehren von Pilz hatte Zill namhafte Referenten eingeladen und auch selbst hielt er ein viel beachtetes Referat, das sich in drei Abschnitte gliederte: A) Über die Notwendigkeit eines zeitgenössischen Pilzianismus. B) Die Figur Pilz und seine Tragik. C) Pilz’ Erben. Der Vortrag endete mit den aufrüttelnden Worten: „Sollte nicht jedes Jahr ein Pilzjahr sein? Es sollte! Wir hier in Potsdam wollen uns daran erinnern, wo die Wiege des Pilzianismus stand: in Dinkelsbühl – oder auch in Nördlingen, jedenfalls in Deutschland – in Deutschland, dem Land der Dichter und Dämpfer!“